# Alice 19th
Alice 19th (ありす19th?, Arisu Naintīnsu) è un manga del 2001 ideato da Yuu Watase composto da 7 volumetti e pubblicato in Italia dalla Play Press in monografico nel 2006.

## Trama
La storia ha come protagonista Alice Seno, una quindicenne che frequenta la stessa scuola della sorella, Mayura. È una ragazza timida e semplice. Sua sorella maggiore Mayura viene sempre messa in primo piano rispetto a lei, sia a scuola che in famiglia. Ad entrambe piace il loro compagno di scuola Kyo Wakamiya, che fa parte del club di tiro con l'arco frequentato anche da Mayura.
Un giorno Alice trova per strada un coniglietto bianco, salvandolo con la parola lotis del coraggio. Questo non si dimostra essere solo un semplice coniglio, ma in realtà si chiama Nyozeka e rivela ad Alice di essere destinata a diventare una Lotis Master, ovvero una persona che sa usare potere delle parole e della comunicazione per entrare nell'Inner Heart di ognuno. Questi poteri dovranno essere appresi a poco a poco da Alice, per compiere il suo dovere di Lotis Master.
Mayura riesce a mettersi con Kyou, proprio quando Alice decide di farsi forza e dichiararsi a lui. Così Alice, arrabbiata con la sorella per una discussione su Kyo, le dice che vorrebbe non vederla più. Accidentalmente le parole usate sono delle lotis, che rivelano a se stessi il loro essere, e Mayura sparisce.
Alice dovrà così usare i suoi poteri di Lotis Master per riportare indietro sua sorella, dalle tenebre in cui è caduta. Kyo vuole aiutare Alice a riportarla indietro, scoprendo di essere un Lotis Master a sua volta. A loro si unisce Frey, un simpatico ragazzo biondo che vorrebbe tanto sposare Alice, e che insegnerà ai due a usare i poteri di Lotis. I due ragazzi vengono identificati come i Neo-Masters leggendari, che dovranno scoprire la parola perduta che collega Maram e Lotis.

## Personaggi
Alice SenoÈ una ragazza di 15 anni che diviene una Lotis Master, sotto le istruzioni della coniglietta Nyozeka e Frey. È una ragazza molto timida che ha pochi amici. Ama mandare e-mail. Kyo Wakamiya è il ragazzo che le piace da tanto, ma a cui non ha il coraggio di dichiararsi.
Mayura SenoÈ la sorella "perfetta" di Alice, che sa cavarsela in tutte le cose che fa con ottimi risultati ed è molto popolare a scuola. Al contrario di Alice è determinata e coraggiosa. Fa parte del club di tiro con l'arco, dove c'è anche Kyo, di cui è innamorata e riesce a divenire la sua ragazza. Dopo la sua sparizione nelle tenebre, in cui cerca di trascinare pure i genitori, Kyo si accorgerà di non essere innamorato di lei.
Kyo WakamiyaÈ orfano dall'età di 11 anni, e vive con gli zii, poiché il padre era un alcolizzato e abusava della madre. I suoi hobby sono il tiro con l'arco e la scrittura, che lo aiutano a riflettere e a rilassarsi. Non riuscendo mai a dire di no, si fidanza con Mayura, dovrà fare i conti con i nuovi sentimenti per Alice. Si unisce ad Alice come Lotis Master per salvare Mayura.
Frey WilhazenÈ un Lotis Master proveniente dal nord Europa, che aiuta Alice e Kyo nella scoperta dei loro poteri e nella ricerca di Mayura. In realtà ha compiuto questo viaggio anche per cercare i leggendari Neo-Masters. È un playboy e vorrebbe sposare Alice. Esperto nell'uso dei poteri di Lotis Master, vuole a tutti costi sconfiggere il Maram Master.
NyozekaÈ la coniglietta con poteri speciali che Alice trova per strada. Diventa la sua guida alla scoperta dei poteri di Lotis Master. Si può trasformare in tre modi diversi: come semplice coniglio bianco con un bel collare, in una bambina con orecchie da coniglio con abiti umani, o in un piccolo esserino paffutello quando va in giro con Alice e deve stare nascosta.
Christopher William Orson Andrew Roland XIIIProviene dalla Gran Bretagna ed è anche lui un Lotis Master. Aiuta Alice e Kyo nell'addestramento con l'intenzione di sconfiggere i Maram Masters. È piuttosto serio, austero, e maturo... eccetto ogni qualvolta gli si presentino dei dolci davanti. Come gli altri personaggi, anche lui nasconde un segreto.
Mei Ling BaiL'elegante ragazza proviene da Shanghai, Cina, dove viveva da sola e aveva solo tante amiche femmine. Anche lei è intenzionata a sconfiggere i Maram Masters e ad aiutare Kyo e Alice. Possiede un forte senso della giustizia, ed è un'esperta di Tai Chi Quan ("Tai Chi" si può tradurre come "Fondamento Primordiale e Supremo"; "Quan" che letteralmente vuol dire "pugno", significa esercizio o disciplina. Possiamo definirlo quindi un esercizio di meditazione in movimento sul Fondamento Primordiale).
Billy McDowellÈ un Lotis Master proveniente dagli Stati Uniti. Si unisce anche lui al gruppo di Lotis di Alice. Cresciuto in un villaggio rurale, ama lottare ma ha un cuore generoso. Lavora come un postino.